# Guldbagge
Guldbagge és el nom dels premis suecs de cinema, que es reparteixen des del 1964 en la gala Guldbagge per l'Institut de Cinema de Suècia (Svenska Filminstitutet). Inicialment, hi havia 3 categories, que amb els anys s'han ampliat fins a 15. A més a més, durant la cerimònia es donen alguns altres premis relacionats. Han estat descrits com a l'equivalent als Oscars suecs.